# Dan George
Dan George (născut Geswanouth Slahoot; n. 24 iulie 1899, Vancouver, British Columbia, Canada – d. 23 septembrie 1981, Vancouver, British Columbia, Canada) a fost o căpetenie⁠(d) a Națiunii Tsleil-Waututh⁠(d) din regiunea de sud-est a districtului North Vancouver⁠(d), Columbia Britanică, actor, muzician, poet și autor. A devenit cunoscut ca actor pentru rolul lui Old Lodge Skins din filmul Micul om mare (1970), fiind nominalizat la Premiul Oscar pentru cel mai bun actor în rol secundar, și cel al lui Lone Watie în Proscrisul Josey Wales⁠(d) (1976). În calitate de autor, a ajuns cunoscut pentru cartea „My Heart Soars”.

## Biografie
Născut Geswanouth Slahoot în North Vancouver, numele său englez a fost inițial Dan Slaholt. Numele de familie a fost schimbat în George când a intrat într-o școală rezidențială⁠(d) la vârsta de 5 ani. A lucrat ca docher⁠(d), muncitor necalificat în construcții și șofer de autobuz școlar. De asemenea, a fost căpetenie a Națiunii Tsleil-Waututh din 1951 până în 1963 (pe atunci numită Burrard Indian Band).

## Cariera

### Film și televiziune
În 1960, la vârsta de 60 de ani, a obținut primul său rol - personajul Ol' Antoine - în serialul de televiziune Cariboo Country⁠(d). A interpretat același rol în lungmetrajul Smith!⁠(d) (1969) al companiei Walt Disney Studios, adaptat după un episod din serialul The High Chaparral⁠(d). La 71 de ani, a fost aclamat pentru interpretarea din filmul Micul om mare (1970) și a obținut o nominalizare la Premiul Oscar la categoria cel mai bun actor în rol secundar.
A jucat rolul tatălui Ritei Joe în piesa de teatru a lui George Ryga⁠(d), The Ecstasy of Rita Joe⁠(d), în Vancouver, la Centrul Național de Arte⁠(d) din Ottawa și în Washington, DC.
În 1972, s-a numărat printre invitații din emisiunea de televiziune⁠(d) The Special London Bridge Special⁠(d). În același an, a jucat în filmul Cancel My Reservation⁠(d) și a primit rolul căpeteniei Moses Charlie în serialul de comedie-dramă The Beachcombers⁠(d).
În 1973, a jucat rolul lui „Ancient Warrior” într-un episod al emisiunii Kung Fu⁠(d). În același an, George a înregistrat „My Blue Heaven” și „Indian Prayer” cu formația Fireweed. Albumul său, Chief Dan George & Fireweed – In Circle, a fost lansat în 1974.
În anul următor, acesta a avut roluri în Alien Thunder⁠(d) (1974), The Bears and I⁠(d) (1974) și Harry and Tonto⁠(d) (1974). În 1975, l-a interpretat pe Căpetenia Stillwater în episodul „Showdown at Times Square” din sezonul 6 al serialului McCloud⁠(d).
În 1976, a fost angajat să joace în Proscrisul Josey Wales și Shadow of the Hawk⁠(d). În anul următor, a avut un rol în miniseria Centennial⁠(d) din 1978.
În 1979, a jucat în Americathon⁠(d) și Spirit of the Wind⁠(d).
În 1980, a avut ultimul său rol de film în Nimic personal⁠(d).

### Autor
George era cunoscut pentru stilul literar poetic, iar în 1974, acesta a scris My Heart Soars, urmat de My Spirit Soars în 1983, ambele publicate de Hancock House Publishers. Cele două cărți au fost ulterior combinate pentru a alcătui bestsellerul The Best of Chief Dan George. Unul dintre cele mai cunoscute poeme ale sale este A Lament for Confederation.

## Viața personală
Nepoata lui Dan George, Lee Maracle⁠(d), a fost poetă, autore, activistă și profesoară. Strănepoata sa - Charlene Aleck⁠(d) - este o actriță care a apărut timp de 18 ani în serialul The Beachcombers de la CBC. Nepotul lui Dan George, căpetenia Jesse „Nighthawk” George, locuiește în prezent în Chesapeake, Virginia și este șeful intertribal al păcii pentru Commonwealthul Virginia.

## Moartea
Dan George a murit la Spitalul Lion's Gate din North Vancouver în 1981 la vârsta de 82 de ani. A fost înmormântat la cimitirul Burrard.

## Premii
Căpetenia Dan George a primit următoarele premii pentru Micul om mare:
| Premii                                  | Categorie                         | Rezultat     |
| --------------------------------------- | --------------------------------- | ------------ |
| Academy Awards                          | Cel mai bun actor în rol secundar | Nominalizare |
| Golden Globe Awards                     | Cel mai bun actor în rol secundar | Nominalizare |
| New York Film Critics Circle Awards     | Cel mai bun actor în rol secundar | Câștigător   |
| National Society of Film Critics Awards | Cel mai bun actor în rol secundar | Câștigător   |
| Laurel Awards                           | Cel mai bun actor în rol secundar | Câștigător   |

## Filmografie
| An   | Titlu                                                         | Rol                      | Note |
| ---- | ------------------------------------------------------------- | ------------------------ | ---- |
| 1969 | Smith!                                                        | Ol' Antoine              |      |
| 1970 | Little Big Man                                                | Old Lodge Skins          |      |
| 1972 | Cancel My Reservation                                         | Old Bear                 |      |
| 1972 | À bon pied, bon oeil                                          |                          |      |
| 1974 | Alien Thunder                                                 | Sounding Sky             |      |
| 1974 | The Bears and I                                               | Chief Peter A-Tas-Ka-Nay |      |
| 1974 | Harry and Tonto                                               | Sam Two Feathers         |      |
| 1974 | Man Belongs to the Earth                                      | Himself                  |      |
| 1974 | Chief Dan George Speaks                                       | Himself                  |      |
| 1975 | Cold Journey                                                  |                          |      |
| 1976 | The Outlaw Josey Wales                                        | Lone Watie               |      |
| 1976 | Shadow of the Hawk                                            | Old Man Hawk             |      |
| 1978 | Pump It Up                                                    |                          |      |
| 1979 | Americathon                                                   | Sam Birdwater            |      |
| 1979 | Spirit of the Wind                                            | Moses                    |      |
| 1979 | The Incredible Hulk – Season 2, Episode 19, “Kindred Spirits” | Lone Wolf                |      |
| 1980 | Nothing Personal                                              | Oscar                    |      |

## Cărți
- George, Dan, and Helmut Hirnschall. My Heart Soars. Toronto: Clarke, Irwin, 1974. ISBN 0-919654-15-0
- George, Dan, and Helmut Hirnschall. My Spirit Soars. Surrey, B.C., Canada: Hancock House, 1982. ISBN 0-88839-154-4
- Mortimer, Hilda, and Dan George. You Call Me Chief: Impressions of the Life of Chief Dan George. Toronto: Doubleday Canada, 1981. ISBN 0-385-04806-8
- George, Dan, and Helmut Hirnschall. The Best of Chief Dan George. Surrey, B.C.: Hancock House, 2003. ISBN 0-88839-544-2